# Martin Lambie-Nairn
Martin Lambie-Nairn (Croydon, Londres, 5 de agosto de 1945 - ib., 25 de diciembre de 2020) fue un diseñador británico especializado en identidad corporativa. Se le considera un referente del diseño gráfico en la televisión europea al ser uno de los primeros en utilizar tecnología informática para campañas publicitarias e identidad visual en televisión, a través de su agencia Lambie-Nairn. Algunos de sus trabajos más conocidos son el diseño del logotipo de Channel 4 en 1982 y el relanzamiento de la identidad visual de BBC en 1997. También fue uno de los creadores del programa satírico Spitting Image.

## Biografía
Martin se formó en diseño por el Colegio de Artes de Canterbury —actual University for the Creative Arts— y en 1965 empezó a trabajar en la British Broadcasting Corporation (BBC) como diseñador asistente. Posteriormente se encargó del diseño gráfico de algunas productoras de la red ITV, entre ellas ITN y London Weekend Television. En 1976 fundó junto a Colin Robinson su propia agencia de publicidad, Robinson Lambie-Nairn, que a partir de 1990 pasó a llamarse Lambie-Nairn.
En 1982 se encargó de la imagen corporativa de Channel 4, un nuevo canal de televisión británico cuya programación dependía de productoras independientes. Martin se inspiró en ese concepto para diseñar el logotipo, un «4» formado con nueve bloques de colores, que resultó innovador en la época porque se recomponía de distintas formas gracias a la animación por ordenador, de forma similar a un rompecabezas. El diseño original se mantuvo hasta 1996, y el logotipo ha permanecido en pantalla con varias actualizaciones. Lambie-Nairn también fue uno de los primeros en usar animación CGI para campañas publicitarias.
Con el paso del tiempo, la agencia Lambie-Nairn se especializó en imagen corporativa para canales de televisión. Entre 1990 y 2002 fue asesor del departamento creativo de la BBC, cargo desde el cual rediseñó la imagen de la radiotelevisión pública. En 1991 llevó a cabo una renovación completa de la identidad corporativa de BBC Two; los directivos consideraban que la imagen del segundo canal de televisión resultaba aburrida, por lo que Martin ideó una serie de animaciones con un número «2» gigante sobre distintas texturas. Este concepto se mantuvo con ligeros cambios hasta 2018. A raíz de su éxito, BBC le encargó el rediseño de toda la imagen corporativa de la BBC, que se estrenó el 4 de octubre de 1997 con un logotipo que evitaba el aliasing, campañas actualizadas para todos los públicos, y una identidad diferenciada en cada canal. El cambio más icónico implicó a BBC One: el globo terráqueo, símbolo de los separadores de la programación en las tres últimas décadas, se convirtió en un globo aerostático que sobrevolaba varios puntos del Reino Unido. Su última campaña para BBC fue el rediseño de BBC News en 2008.
Al margen de su carrera como diseñador gráfico, Lambie-Nairn está acreditado como uno de los creadores del programa humorístico Spitting Image, ya que dio la idea a Peter Fluck y Roger Law para crear una sátira política con marionetas de personajes célebres. El espacio se emitió en ITV desde 1984 hasta 1996 y fue visto por más de quince millones de espectadores.
En 1999 vendió el estudio al grupo WPP, que mantuvo la marca durante dos décadas hasta integrarla en la consultora Superunion en 2018. En 2007 se marchó de la empresa que había fundado para crear una nueva agencia de imagen corporativa, ML-N, que formó parte del grupo Heavenly desde 2009 hasta 2011 y luego se convirtió en un estudio independiente. Además de su trabajo en la televisión del Reino Unido, ha participado en los rediseños de identidad corporativa de TF1 (1989), S4C (1993), Carlton TV (1993), TSI (1993), Arte (1995), Disney Channel (1995), Euronews (1998) y el operador móvil O2 (2002).
Martin Lambie-Nairn falleció el 25 de diciembre de 2020, a los 75 años. La noticia fue confirmada tres días después por el estudio ML-N a través de un comunicado oficial.